# Dumitrița
Dumitrița é uma comuna romena localizada no distrito de Bistrița-Năsăud, na região histórica da Transilvânia. A comuna possui uma área de  km² e sua população era de 2938 habitantes segundo o censo de 2007.